# BAT99-98
BAT99-98 — зоря у Великій Магеллановій Хмарі. Розташована поблизу надскупчення R136 у туманності NGC 2070. Маючи масу 226 і світність 5 000 000 сонячних, станом на 22 травня 2015 року вона посідала відповідно 2-ге і 4-те місця у списках наймасивніших і найяскравіших зірок.

## Спостереження
1978 року Дж. Мельник провів спостереження в області NGC 2070 і відкрив 6 нових W-R зір, які належать до послідовності WN. Серед 12 об'єктів, за якими велось спостереження, BAT99-98 була 7-ю. Вона потрапила до каталогу під назвою Cl* NGC 2070 MEL J. Було встановлено, що BAT99-98 має видиму зоряну величину 12 і спектральний клас WN5.

## Характеристика
Зоря розташована поблизу надскупчення R136 і має подібні до масивних зір у R136 характеристики маса-світність. Розраховано, що під час народження її маса дорівнювала 250 сонячних і відтоді вона витратила 20. Швидкість зоряного вітру дорівнює 1600 км/с. Температура на поверхні зорі 45,000 K а світність 5 000 000 сонячних. Попри те, що зоря є дуже яскравою, її видима світність дорівнює лише 141 000 сонячних. Її металічність близько 0.4 сонячних, що приблизно відповідає 0.004 від її повного складу.

## Майбутнє
Майбутнє BAT99-98 залежить від витрат речовини. Припускають, що настільки масивні зорі ніколи не витратять так багато речовини, щоб уникнути катастрофічного кінця. Нинішні моделі не зовсім точно зображають спостережувані зорі, але астрономи очікують, що наймасивніші з них стануть надновими Ib або Ic, часом з гамма-сплеском, і залишать після себе чорні діри.